# Le Samyn des Dames 2020
Pour la course masculine, voir Le Samyn 2020.
La 9e édition du Samyn des Dames a eu lieu le 3 mars 2020. La course fait partie du calendrier international féminin UCI 2020 en catégorie 1.2 et de la Lotto Cycling Cup pour Dames 2020. Elle se déroule en même temps que l'épreuve masculine. Elle est remportée par la Néerlandaise Chantal van den Broek-Blaak.

## Présentation

### Parcours
Les difficultés suivantes sont présentes sur le parcours : Vert Pignon, La Roquette, Chemin de Wiheries, Chemin des Nonettes et rue Belle Vue.

### Équipes
| UCI Women's WorldTeams (2)- Movistar Team - Trek-Segafredo Équipes féminines continentales (13)- Andy Schleck Cycles-Immo Losch - Arkéa Pro Cycling Team - Boels Dolmans - Chevalmeire - Ciclotel - Doltcini-Van Eyck Sport - Drops - Hitec Products - Lotto Soudal Ladies - Lviv Cycling Team - Multum Accountants-LSK - NXTG Racing - Tibco-Silicon Valley Bank Équipe féminines amateur (7)- Illi-Bikes Women - Isorex - Keukens Redant - S-bikes Bodhi - St Michel-Auber 93 - Weston Homes-Torelli-Assure - Wielerclub de sprinters Malderen Équipe régionale et de club- Centre mondial du cyclisme |
| |

## Récit de la course
Chantal van den Broek-Blaak attaque à cinquante-sept kilomètres de l'arrivée après la côte de la Roquette. Derrière elle, un groupe de chasse composé de : Ellen van Dijk, Lotte Kopecky, Aude Biannic, Christine Majerus et Jip van den Bos se forme. Ces deux dernières sont néanmoins des coéquipières de Chantal Blaak. Elle n'est plus rejointe. Christine Majerus prend la seconde place,.

## Classements

### Classement final
| \| Classement général \| Classement général \| Classement général \| Classement général \| Classement général \| \| Coureuse \| Coureuse \| Pays \| Équipe \| Temps \| \| ------------------ \| --------------------------- \| ------------------ \| ------------------- \| ------------------ \| \| 1re \| Chantal van den Broek-Blaak \| Pays-Bas \| Boels Dolmans \| 2 h 35 min 01 s \| \| 2e \| Christine Majerus \| Luxembourg \| Boels Dolmans \| + 1 min 50 s \| \| 3e \| Lotte Kopecky \| Belgique \| Lotto Soudal Ladies \| + 1 min 50 s \| \| 4e \| Jip van den Bos \| Pays-Bas \| Boels Dolmans \| + 1 min 50 s \| \| 5e \| Ellen van Dijk \| Pays-Bas \| Trek-Segafredo \| + 1 min 50 s \| \| 6e \| Aude Biannic \| France \| Movistar Team \| + 1 min 56 s \| \| 7e \| Lonneke Uneken \| Pays-Bas \| Boels Dolmans \| + 3 min 43 s \| \| 8e \| Marjolein van 't Geloof \| Pays-Bas \| Drops \| + 3 min 43 s \| \| 9e \| Claire Faber \| Luxembourg \| Illi-Bikes \| + 3 min 43 s \| \| 10e \| Alba Teruel \| Espagne \| Movistar Team \| + 3 min 43 s \| |                             |            |                     |                 |
| |                             |            |                     |                 |
| |                             |            |                     |                 |
| Classement général |                             |            |                     |                 |
| Coureuse | Coureuse                    | Pays       | Équipe              | Temps           |
| 1re | Chantal van den Broek-Blaak | Pays-Bas   | Boels Dolmans       | 2 h 35 min 01 s |
| 2e | Christine Majerus           | Luxembourg | Boels Dolmans       | + 1 min 50 s    |
| 3e | Lotte Kopecky               | Belgique   | Lotto Soudal Ladies | + 1 min 50 s    |
| 4e | Jip van den Bos             | Pays-Bas   | Boels Dolmans       | + 1 min 50 s    |
| 5e | Ellen van Dijk              | Pays-Bas   | Trek-Segafredo      | + 1 min 50 s    |
| 6e | Aude Biannic                | France     | Movistar Team       | + 1 min 56 s    |
| 7e | Lonneke Uneken              | Pays-Bas   | Boels Dolmans       | + 3 min 43 s    |
| 8e | Marjolein van 't Geloof     | Pays-Bas   | Drops               | + 3 min 43 s    |
| 9e | Claire Faber                | Luxembourg | Illi-Bikes          | + 3 min 43 s    |
| 10e | Alba Teruel                 | Espagne    | Movistar Team       | + 3 min 43 s    |

### Points UCI
| Position           | 1er | 2e | 3e | 4e | 5e | 6e | 7e | 8e à 10e |
| Classement général | 40  | 30 | 25 | 20 | 15 | 10 | 5  | 3        |